# 芝罘学校
芝罘学校（英語：Chefoo School），又名中国内地会学校（英語：China Inland Mission School），是中国内地会在山东烟台创办的一组著名的传教士子弟寄宿学校，包括三所分别为男女青少年和幼儿设立的学校。
芝罘学校是一所校风严谨的英国式学校，课本、教授全采用英制。该校设小学部与中学部，曾被誉为“苏伊士运河以东最好的英语学校”。

## 起源与发展
自1866年以来，中国内地会具有奉献精神的男女传教士大多在内地省份的穷乡僻壤传播福音，为了解决他们子女的教育问题，1879年，中国内地会的创始人戴德生来到北方海滨城市烟台，在东郊风景优美的海边买地（今滨海路海军航空学院内），第二年建成教室、宿舍及教员住宅，秋天正式开学。到1932年有学生271人。
起初，芝罘学校附属于为传教士开设的疗养院，但是后来发展规模超过了疗养院本身。1881年，W.L. Elliston 先生开始给最初的三名学生上课，其中包括先锋传教士祝名扬（Charles Henry Judd）的两个儿子。Elliston也是最初的校长。到1886年，学生的人数超过了100人，

## 第二次世界大战期间
1937年，日本入侵中国，1938年2月，日军进入烟台。起初，英国人和美国人被视为中立国公民，学校运转未受太大影响。1941年12月7日，日本袭击珍珠港，太平洋战争爆发，日本海军查封了芝罘学校，逮捕了校长。1942年11月，芝罘学校的300多名师生被关押在烟台毓璜顶长老会住宅改建的集中营，1943年夏天，被转移到潍县乐道院集中营。师生们在营养严重缺乏的情况下，却奇迹般的毕业了三届，而且一如既往的坚持了牛津考试的严格标准。

## 二战后的历史
二战期间，芝罘学校的一部分曾经在四川嘉定府（乐山）(1941-1944)和印度的噶倫堡（1944-1946）临时开办。第二次世界大战结束以后，由于北方政局变化，芝罘学校没有在烟台复校，而是临时在内地会上海总部立足（1946年到1947年）。1947年，内地会买下江西牯岭美国学校（Kuling American School）的四层都铎式大楼的校舍，将芝罘学校迁到那里。教师和学生逐渐恢复。到第一个夏天，已经有126名学生。1949年5月，共军占领牯岭。芝罘学校在监视之下继续开办。1951年，内地会被迫从中国完全撤出，被称为“一次不情愿的出埃及”。在1951年2月到4月之间，芝罘学校的师生被迫撤离庐山，他们也是最后一批离开牯岭的外侨。他们被遣送到香港，学生们的传教士父母已经在那里等候自己的子女。
随着传教士在东亚地区重新部署，芝罘学校曾经分别在日本（1951-1998）、马来西亚（1952- 2001）、泰国（1952-1954）、台湾 (1954-1961）和菲律宾 (1956-1981年）建校。2001年6月，芝罘学校在马来西亚的最后一所学校停办，拥有百年历史的芝罘学校终于划上了句号。
芝罘学校校友会成立于1908年，目前在北美（多伦多）、英国、澳大利亚、新西兰设四个分会。戴德生曾孫戴紹曾（James Hudson Taylor III）曾任会长。其会刊《芝罘》（Chefoo）创刊于1908年，至今仍在出版。
1940年代，曾在烟台工作的中国基督徒尹任先模仿芝罘学校的模式，在内地会的支持下，先后在重庆与苏州创办了圣光学校。

## 著名校友
- 海恒博（Alfred James Broomhall） - 传教士，作家、历史学家
- 亨利·路思义（Henry Luce） - 美国出版商
- 柯少培（Charles Culperpper Jr., 1920-2004）传教士，神學教育者
- 黎敦義 - 香港殖民地官員[1]